# Norma Cinotti
Norma Cinotti (Bagno a Ripoli, 11 settembre 1996) è una calciatrice italiana, centrocampista del Genoa.

## Biografia
Nel 2015 si diploma al Liceo Linguistico Giovanni Pascoli di Firenze studiando le lingue inglese, francese e spagnola.
Nel 2019 ottiene la laurea triennale in Lingue, letterature e studi interculturali presso l'Università degli Studi di Firenze con il voto di 108/110, approfondendo lo studio della lingua e letteratura inglese e portoghese.

## Carriera

### Club
Norma Cinotti cresce nelle giovanili del Firenze, società con cui dal 2009 gioca nella formazione iscritta al Campionato Primavera di categoria e con la quale conquista uno scudetto al termine della stagione 2012-2013 e gioca la finale, persa ai tiri di rigore con la Res Roma, in quella del 2014-2015.
I risultati nella Primavera le apre la porta anche nella squadra titolare, dove il tecnico Sauro Fattori la inserisce in rosa fin dalla stagione 2012-2013, impiegandola in più occasioni fino al termine di quella 2014-2015.
Nell'estate 2015, a seguito della fondazione della Fiorentina Women's come sezione femminile affiliata all'omonimo club maschile, Cinotti è tra le atlete svincolate che si accordano con il Castelfranco per la stagione entrante.
Durante l'estate 2016 l'Empoli decide di istituire una sua sezione femminile rilevando la quota maggioritaria del Castelfranco e iscrivendo al suo posto per la stagione di Serie B 2016-2017 la squadra dell'Empoli che giocherà con simboli, maglie e colori sociali della squadra maschile. Cinotti viene confermata anche dalla nuova realtà societaria condividendo con l'organico, largamente basato sulla squadra della stagione precedente, il campionato di vertice con le uniche avversarie in grado di alternarsi alla prima posizione, la Novese (ex Accademia Acqui), ma che alla fine vedranno le toscane conquistare la prima posizione e la promozione in Serie A. Con la società empolese ha disputato la stagione 2017-2018 in Serie A, culminata con l'ultimo posto in classifica e la retrocessione in Serie B.
Nell'estate 2018 non ha rinnovato il contratto con l'Empoli, trasferendosi in Francia all'ASPTT Albi, società occitana che nella stagione 2018-2019 è iscritta al girone B della Division 2 Féminine, seconda serie del campionato francese femminile di calcio.
Nel gennaio 2019 ha lasciato la Francia e Albi, per raggiungere il club belga Anderlecht, sezione dell'omonima società polisportiva belga di Anderlecht, iscritta alla Super League, la massima serie del campionato belga. Con l'Anderlecht ha vinto qualche mese dopo il campionato belga.
Dopo una stagione all'estero, nel luglio 2019 è tornata in Italia, di nuovo all'Empoli, appena promosso in Serie A.
Nel 2022, Cinotti viene acquistata a titolo definitivo dalla Roma, dove ritrova sia Alessandro Spugna, suo tecnico già ai tempi di Empoli, sia le ex compagne di squadra Benedetta Glionna e Lucia Di Guglielmo. Segna la sua prima rete con la maglia giallorossa il 14 gennaio 2023, in occasione della vittoria per 7-1 sul campo della Fiorentina. Lungo la stagione, contribuisce alla vittoria della Supercoppa italiana  e del campionato, primo titolo nazionale nella storia della Roma.
Durante la sessione estiva di calciomercato 2023 viene annunciato il suo trasferimento alla Fiorentina a titolo temporaneo, tornando quindi in un club di Firenze dopo otto stagioni.
Nell'estate 2024 passa in prestito alla Sampdoria. Nel gennaio 2025 passa in prestito al Genoa, militante nel campionato cadetto, quindi segna la sua prima rete in rossoblù in occasione della ventunesima giornata di campionato, nell'incontro vinto 3-0 contro il Brescia.
Il 7 luglio 2025 il club rossoblù ne annuncia l'acquisto a titolo definitivo.

### Nazionale
Ha fatto il suo debutto nella nazionale dell'Italia il 30 novembre 2021, entrando in campo al posto di Manuela Giugliano a metà del secondo tempo della partita vinta per 5-0 in trasferta sulla Romania e valida per le qualificazioni al campionato mondiale 2023.

## Statistiche

### Presenze e reti nei club
Statistiche aggiornate al 19 maggio 2025.
| Stagione        | Squadra         | Campionato      | Campionato | Campionato | Coppe nazionali | Coppe nazionali | Coppe nazionali | Coppe continentali | Coppe continentali | Coppe continentali | Altre Coppe | Altre Coppe | Altre Coppe | Totale | Totale |
| Stagione        | Squadra         | Comp            | Pres       | Reti       | Comp            | Pres            | Reti            | Comp               | Pres               | Reti               | Comp        | Pres        | Reti        | Pres   | Reti   |
| --------------- | --------------- | --------------- | ---------- | ---------- | --------------- | --------------- | --------------- | ------------------ | ------------------ | ------------------ | ----------- | ----------- | ----------- | ------ | ------ |
| 2017-2018       | Empoli          | A               | 19         | 1          | CI              | 2               | 1               | -                  | -                  | -                  | -           | -           | -           | 21     | 2      |
| 2018-gen. 2019  | ASPTT Albi      | D2              | 11         | 0          | -               | -               | -               | -                  | -                  | -                  | -           | -           | -           | 11     | 0      |
| gen.-giu. 2019  | Anderlecht      | SL              | 5          | 1          | -               | -               | -               | -                  | -                  | -                  | -           | -           | -           | 5      | 1      |
| 2019-2020       | Empoli          | A               | 3          | 3          | -               | -               | -               | -                  | -                  | -                  | -           | -           | -           | 3      | 3      |
| 2020-2021       | Empoli          | A               | 22         | 6          | CI              | 3               | 1               | -                  | -                  | -                  | -           | -           | -           | 25     | 7      |
| 2021-2022       | Empoli          | A               | 20         | 3          | CI              | 5               | 1               | -                  | -                  | -                  | -           | -           | -           | 25     | 4      |
| Totale Empoli   | Totale Empoli   | Totale Empoli   | 64+        | 13+        |                 | 10+             | 3+              |                    | -                  | -                  |             | -           | -           | 74+    | 16+    |
| 2022-2023       | Roma            | A               | 19         | 2          | CI              | 2               | 0               | UWCL               | 5                  | 0                  | SI          | 0           | 0           | 26     | 2      |
| 2023-2024       | Fiorentina      | A               | 13         | 1          | CI              | 6               | 0               |                    | -                  | -                  |             | -           | -           | 19     | 1      |
| 2024-gen. 2025  | Sampdoria       | A               | 9          | 0          | CI              | 1               | 0               | -                  | -                  | -                  | -           | -           | -           | 10     | 0      |
| gen.-giu. 2025  | Genoa           | B               | 12         | 1          | CI              | -               | -               |                    | -                  | -                  |             | -           | -           | 12     | 1      |
| 2025-2026       | Genoa           | A               | -          | -          | CI              | -               | -               |                    | -                  | -                  | AWC         | -           | -           | 0      | 0      |
| Totale Genoa    | Totale Genoa    | Totale Genoa    | 12         | 1          |                 | 0               | 0               |                    | -                  | -                  |             | -           | -           | 12     | 1      |
| Totale carriera | Totale carriera | Totale carriera | 133+       | 18+        |                 | 19+             | 3+              |                    | 5                  | 0                  |             | 0           | 0           | 157+   | 21+    |

### Cronologia presenze e reti in nazionale
| Cronologia completa delle presenze e delle reti in nazionale ― Italia | Cronologia completa delle presenze e delle reti in nazionale ― Italia | Cronologia completa delle presenze e delle reti in nazionale ― Italia | Cronologia completa delle presenze e delle reti in nazionale ― Italia | Cronologia completa delle presenze e delle reti in nazionale ― Italia | Cronologia completa delle presenze e delle reti in nazionale ― Italia | Cronologia completa delle presenze e delle reti in nazionale ― Italia | Cronologia completa delle presenze e delle reti in nazionale ― Italia |
| Data                                                                  | Città                                                                 | In casa                                                               | Risultato                                                             | Ospiti                                                                | Competizione                                                          | Reti                                                                  | Note                                                                  |
| --------------------------------------------------------------------- | --------------------------------------------------------------------- | --------------------------------------------------------------------- | --------------------------------------------------------------------- | --------------------------------------------------------------------- | --------------------------------------------------------------------- | --------------------------------------------------------------------- | --------------------------------------------------------------------- |
| 30-11-2021                                                            | Mogoșoaia                                                             | Romania                                                               | 0 – 5                                                                 | Italia                                                                | Qual. Mondiali 2023                                                   | -                                                                     | 76’                                                                   |
| Totale                                                                |                                                                       | Presenze                                                              | 1                                                                     |                                                                       | Reti                                                                  | 0                                                                     |                                                                       |

## Palmarès

### Competizioni nazionali
- Campionato belga: 1

Anderlecht: 2018-2019
- Campionato italiano di Serie B: 1

Empoli: 2016-2017
- Supercoppa italiana: 1

Roma: 2022
- Campionato italiano: 1

Roma: 2022-2023

### Competizioni giovanili
- Torneo Città di Arco - Beppe Viola: 1

Firenze: 2013-2014
- Campionato Primavera: 1

Firenze: 2012-2013